# 1945 في تشيلي
فيما يلي قوائم الأحداث التي وقعت خلال عام 1945 في تشيلي.

## سياسة

### تعيين في المنصب
- 4 مارس – بابلو نيرودا عضو مجلس الشيوخ من شيلي.

## رياضة
- 1 يناير – كأس أمريكا الجنوبية 1945

## مواليد

### يناير
- 1 يناير – إليزابيث سوبركاسيوس صحفية و كاتبة تشيلية.

### أبريل
- 21 أبريل – ماريانو فرنانديز